# Shenzhen Longhua Open 2023
Il Shenzhen Longhua Open 2023 è stato un torneo maschile e femminile di tennis professionistico. Il torneo maschile faceva parte della categoria Challenger 100 nell'ambito dell'ATP Challenger Tour 2023 e si è giocato dal 10 al 15 ottobre 2023. Il torneo femminile faceva parte dell'ITF Women's World Tennis Tour nella categoria W100 e si è giocato dal 16 al 22 ottobre 2023. Entrambi si giocano al Mission Hills International Professional Tennis Institute di Shenzhen, in Cina.

## Torneo maschile

### Teste di serie
| Nazionalità   | Giocatore            | Ranking* | Testa di serie |
| ------------- | -------------------- | -------- | -------------- |
| Australia     | Thanasi Kokkinakis   | 69       | 1              |
| Argentina     | Pedro Cachín         | 71       | 2              |
| Portogallo    | Nuno Borges          | 85       | 3              |
| Italia        | Fabio Fognini        | 128      | 4              |
| Australia     | James Duckworth      | 139      | 5              |
| Stati Uniti   | Aleksandar Kovacevic | 146      | 6              |
| Francia       | Térence Atmane       | 148      | 7              |
| Taipei cinese | Hsu Yu-hsiou         | 184      | 8              |

* Ranking al 25 settembre 2023.

### Altri partecipanti
I seguenti giocatori hanno ricevuto una wild card per il tabellone principale:
- Fabio Fognini
- Sun Qian
- Tang Sheng

I seguenti giocatori sono passati dalle qualificazioni:
- Li Zhe
- Colin Sinclair
- Te Rigele
- Cui Jie
- Bai Yan
- Jahor Herasimaŭ

## Torneo femminile

### Teste di serie
| Nazionalità | Giocatore           | Ranking* | Testa di serie |
| ----------- | ------------------- | -------- | -------------- |
| Cina        | Bai Zhuoxuan        | 117      | 1              |
| Cina        | Yuan Yue            | 128      | 2              |
| Ungheria    | Tímea Babos         | 181      | 3              |
| Giappone    | Moyuka Uchijima     | 182      | 4              |
| Francia     | Kristina Mladenovic | 214      | 5              |
| Canada      | Carol Zhao          | 230      | 6              |
| Hong Kong   | Eudice Chong        | 242      | 7              |
| Thailandia  | Lanlana Tararudee   | 252      | 8              |

* Ranking al 9 ottobre 2023.

### Altre partecipanti
Le seguenti giocatrici hanno ricevuto una wildcard per il tabellone principale:
- Mi Tianmi
- Tang Qianhui
- Wang Meiling
- Zhang Ying

Le seguenti giocatrici sono passate dalle qualificazioni:
- Cho I-hsuan
- Cho Yi-tsen
- Anastasiia Gureva
- Guo Meiqi
- Ren Yufei
- Clara Vlasselaer
- Wu Ho-ching
- Yang Yidi

## Campioni

### Singolare maschile
Aleksandar Kovacevic ha sconfitto in finale  Nuno Borges con il punteggio di 7–6(4), 7–6(5).

### Doppio maschile
Alexander Erler /  Lucas Miedler hanno sconfitto in finale  Piotr Matuszewski /  Matthew Romios con il punteggio di 6–3, 6–4.

### Singolare femminile
Bai Zhuoxuan ha sconfitto in finale  Yuan Yue con il punteggio di 7–6(5), 6–2.

### Doppio femminile
Kristina Mladenovic /  Moyuka Uchijima hanno sconfitto in finale  Tímea Babos /  Kateryna Volodko con il punteggio di 6–2, 7–5.